# Salve Regina
Salve Regina, (latinski "Zdravo Kraljice") je jedna od četiri marijanske antifone (pjesme posvećene Djevici Mariji). Piscem i skladateljem skladbe Salve regina smatra se Hermanus Contractus (1013. – 1054.). 
Tekst je ubrzo postavo vrlo popularan i može se čuti u više djela. 

## Latinski tekst
Salve, Regina, Mater misericordiae,
vita, dulcedo, et spes nostra, salve!
Ad te clamamus, exsules filii Hevae,
ad te suspiramus, gementes et flentes
in hac lacrimarum valle.
Eia, ergo, advocata nostra, illos tuos
misericordes oculos ad nos converte;
et Iesum, benedictum fructum ventris tui,
nobis post hoc exilium ostende.
O clemens, O pia, O dulcis Virgo Maria.

## Hrvatski tekst
Zdravo, Kraljice, majko milosrđa,
živote, slasti i ufanje naše zdravo.
K tebi vapijemo prognani sinovi Evini.
K tebi uzdišemo tugujući i plačući
u ovoj suznoj dolini.
Svrni, dakle, odvjetnice naša,
one svoje milostive oči na nas
te nam poslije ovoga progona pokaži Isusa, blagoslovljeni plod utrobe svoje.
O blaga, o mila, o slatka Djevice Marijo.